# اربتسو
اربتسو (به ایتالیایی: Erbezzo) یک منطقهٔ مسکونی در ایتالیا است که در استان ورونا واقع شده‌است.

## خصوصیات
اربتسو ۳۲٫۴ کیلومترمربع مساحت و ۸۰۹ نفر جمعیت دارد و ۱٬۱۱۸ متر بالاتر از سطح دریا واقع شده‌است.